# Samia Abbou
Samia Hamouda Abbou (tiếng Ả Rập: سامية حمودة عبو, sinh ngày 3 tháng 11 năm 1965) là một luật sư và chính trị gia người Tunisia. Vào ngày 27 tháng 12 năm 2011, cô đã thay thế Moncef Marzouki trong Quốc hội lập hiến sau khi ông nhậm chức Tổng thống lâm thời của Tunisia.
Trước Cách mạng Tunisia, cô là một trong những thành viên sáng lập và tham gia Đại hội vì Cộng hòa (CPR) năm 2006. Cô kết hôn với Mohamed Abbou, người cho đến tháng 6 năm 2012 giữ chức Phó Thủ tướng Cải cách Hành chính trong Nội các Jebali. Vào ngày 17 tháng 2 năm 2013, cả hai đã rời CPR  và thành lập Dòng Dân chủ vào tháng Năm.
Trong cuộc bầu cử quốc hội năm 2014, bà là người đứng đầu danh sách đảng của bà tại khu vực bầu cử Tunis I và đã thành công khi được bầu lại vào Hội đồng Đại diện của Nhân dân.